# 乾燥度指数
乾燥度指数（かんそうどしすう、Aridity index, AI）とは、年間の降水量を可能蒸発散量で割った比の値である。

## 概要
乾燥度指数は下式で表される。
AI = P/PET
ここで
AI：乾燥度指数
P：年間の降水量（precipitation）
PET：可能蒸発散量（per evaporation）
ここで、可能蒸発散量というのは水が十分に供給された時の蒸発散量であり、実際の蒸発散量（実蒸発散量）とは異なり、その上限値を与える仮想的な地表面からの蒸発散量である。砂漠では蒸発する水がほとんどなく、実蒸発散量はほぼゼロとなるが、蒸発を促す日射量が豊富なため、可能蒸発散量は非常に大きくなる。
乾燥気候を表現する指数として、降水量のみを用いる方法があるが、この方法の欠点は、低緯度と中緯度で同じような気候景観が見られる乾燥地の降水量の値がしばしば異なることである。乾燥地の気候景観は土壌水分と深い関係があり、これを表現するためには、地表面の水収支、すなわち降水量と蒸発散量の関係を考慮する必要がある。国際連合環境計画（UNEP）およびミレニアム生態系評価（MA）では、乾燥度指数（AI）を用いて乾燥地を定義している（MA 2005）。
ミレニアム生態系評価などでは、乾燥度指数が0.65よりも低い地域を乾燥地（dryland）と定義している（表1）。このうち、極乾燥地地域をのぞく乾燥地、すなわち乾燥度指数が0.05以上0.65未満の地域（寒冷地を除く）が国連砂漠化対処条約（UNCCD）で定義される砂漠化（desertification）の対象となる地域であり、UNEP（1997）では「（砂漠化の）影響を受けやすい乾燥地」（susceptible dryland）とよばれている。乾燥地の合計は全陸地面積の41.3%である。
この定義にしたがい、寒冷地域を除き乾燥度指数が0.65未満の地域を、乾燥地（dryland）と呼ぶことにする。収支の概念にもとづいた気候指数の一つである乾燥度指数は植生分布とも対応関係がよい。中緯度では限界線の降水量が小さいのは、蒸発量が小さいためと理解できる。
| 区分           | 乾燥度指数（AI） | 面積（×106km2） | 陸地面積に対する占有割合（%） |
| -------------- | ---------------- | --------------- | ----------------------------- |
| 極乾燥地       | ＜0.05           | 9.8             | 6.6                           |
| 乾燥地域       | 0.05~0.20        | 15.7            | 10.6                          |
| 半乾燥地域     | 0.20~0.50        | 22.6            | 15.2                          |
| 乾燥半湿潤地域 | 0.50~0.65        | 12.8            | 8.7                           |
| 計             |                  | 60.9            | 41.3                          |

出典：MA2005c